# Mathé Altéry
Mathé Altéry (geboren als Marie-Thérèse Altare; Parijs, 12 september 1927) is een Frans sopraanzangeres.
Ze genoot vooral in de jaren 50 en 60 bekendheid met haar zingende operettes en Franse nummers. Mathé Altéry is de dochter van de Franse tenor Mario Altéry.
Altéry begon haar loopbaan in Cherbourg-Octeville, Manche, Normandië, waar haar vader werkzaam was. Na een studie klassieke muziek begon Altéry in de operette.
Altéry vertegenwoordigde in 1956 Frankrijk op het eerste Eurovisiesongfestival met het nummer Le temps perdu. Alleen het winnende nummer werd bekendgemaakt; het is dus niet bekend op welke plaats het nummer is geëindigd.
1956: Mathé Altéry + Dany Dauberson · 
1957: Paule Desjardins · 
1958: André Claveau · 
1959: Jean Philippe · 
1960: Jacqueline Boyer · 
1961: Jean-Paul Mauric · 
1962: Isabelle Aubret · 
1963: Alain Barrière · 
1964: Rachel · 
1965: Guy Mardel · 
1966: Dominique Walter · 
1967: Noëlle Cordier · 
1968: Isabelle Aubret · 
1969: Frida Boccara · 
1970: Guy Bonnet · 
1971: Serge Lama · 
1972: Betty Mars · 
1973: Martine Clémenceau · 
1975: Nicole Rieu · 
1976: Catherine Ferry · 
1977: Marie Myriam · 
1978: Joël Prévost · 
1979: Anne-Marie David · 
1980: Profil · 
1981: Jean Gabilou · 
1983: Guy Bonnet · 
1984: Annick Thoumazeau · 
1985: Roger Bens · 
1986: Cocktail Chic · 
1987: Christine Minier · 
1988: Gérard Lenorman · 
1989: Nathalie Pâque · 
1990: Joëlle Ursull · 
1991: Amina · 
1992: Kali · 
1993: Patrick Fiori · 
1994: Nina Morato · 
1995: Nathalie Santamaria · 
1996: Dan Ar Braz & Héritage des Celtes · 
1997: Fanny · 
1998: Marie Line · 
1999: Nayah · 
2000: Sofia Mestari · 
2001: Natasha Saint-Pier · 
2002: Sandrine François · 
2003: Louisa Baïleche · 
2004: Jonatan Cerrada · 
2005: Ortal · 
2006: Virginie Pouchain · 
2007: Les Fatals Picards · 
2008: Sébastien Tellier · 
2009: Patricia Kaas · 
2010: Jessy Matador · 
2011: Amaury Vassili · 
2012: Anggun · 
2013: Amandine Bourgeois · 
2014: Twin Twin · 
2015: Lisa Angell · 
2016: Amir · 
2017: Alma · 
2018: Madame Monsieur · 
2019: Bilal Hassani · 
2021: Barbara Pravi · 
2022: Alvan & Ahez · 
2023: La Zarra · 
2024: Slimane · 
2025: Louane
- Bibliothèque nationale de France: cb138907102 (data)
- International Standard Name Identifier: 0000 0000 8146 5280
- Library of Congress Control Number: no2013073014
- Nationale Bibliotheek van Letland: 000337448
- MusicBrainz: c9f98944-10d1-444b-8f12-a3ac68f81d41
- Virtual International Authority File: 303906263
- WorldCat: E39PBJvMF7H8bh4RFcMkwmRFrq